# Trichobyrrhulus puetzi
Trichobyrrhulus puetzi là một loài bọ cánh cứng trong họ Byrrhidae. Loài này được Allemand miêu tả khoa học năm 1998.